# ジャンピューター
ジャンピューターは、アルファ電子が開発したコンピュータ相手の麻雀ゲーム。

## 解説
コンピュータと1対1の対局。二人プレイでもコンピュータとの対局で、一局ごとに交代でプレイする。麻雀を題材としたアーケードゲームでは、データイーストの「テレジャン」やIPM（後のアイレム）の「PT麻雀」といった作品が登場していたが、「テレジャン」は雀卓をTV麻雀にしたもので4人対戦専用、「PT麻雀」は麻雀牌にボールを当てるパドルゲームで、純粋にコンピュータ相手に麻雀が対局できるのは「ジャンピューター」が初である。 
ゲームは持ち時間制で、持ち時間はゲーム開始時に30000あり、プレイヤーが操作できる間だけ100ずつ減っていく。プレイ中に持ち時間がゼロになってもマイナス表示となり、プレイ中の局は最後までプレイできる。持ち時間は標準設定で1秒間に300～400程度の速さで減る。
プレイヤーかコンピュータのどちらかが和了すると、コンピュータにより役が判定され、上がり点が自動計算される。プレイヤーが上がった場合は上がり点が持ち時間に加算され、コンピュータが上がると減算される。和了しないままプレイヤーとコンピュータが20回ずつ打牌すると流局になる。次局に進む際に持ち時間がゼロ以下だとゲームオーバーとなる。持ち点は三万点スタートで上がり点で加減算されるが、プレイヤーの浮き沈みを表す以外の要素は特に無い。
コンピュータの思考ルーチンは簡素なものだがイカサマは行っていない。コンピュータは基本的に鳴かないが、一色手を揃える場合にポン・チーをすることがある（カンはしない）。また必ずリーチをするわけではなく闇テンで上がることもある。デモ中の画面でコンピュータの打ち手を観察することができる。
14インチカラーモニターが付いたテーブル筐体で定価58万円。新宿にあった三立技研というメーカーを通じて販売されたが、これはアルファ電子が同社からのバックアップによって開発資金を得ていたという背景がある。

## ルール
- 場風は無し。自風は親が東、子が南で固定。ゲーム開始時はプレイヤーが親
- ドラは現物表示でリーチをすると裏ドラが付く。カンドラは無し
- 1翻縛りで、上がると場の2ゾロが付く
- 鳴きタン・後付けあり。現物以外であれば喰い替え可
- ノーテン罰符、親流れ無し。親が代わるのは子が上がった場合のみ
- 連荘積み棒は無し。流れたリーチ棒は次局に持ち越される
- 役満は三倍満で、役満が重複しても役満払いのみ。役満以外の数えは倍満（8飜）で打ち切り
- 九蓮宝燈は萬子のみ成立。それ以外は清一色になる
- チョンボは操作がガードされるので発生しない。ノーテンリーチは取り消される
- フリテンでもリーチができるがツモでしか上がれない

## 役一覧
単体で役にならないものも含む。
画面上の表示は「パピプペポ」はフォントが用意されているが、濁音の文字はフォントが用意されておらず濁点が別で表示される。太字の「ド」「ラ」はドラ表示用のフォントが使い回されている。
| 飜数 | 役名         | 画面上の表示         | 喰い下がり | 備考                                                           |
| ---- | ------------ | -------------------- | ---------- | -------------------------------------------------------------- |
| 1飜  | 立直         | リーチ               |            |                                                                |
| 1飜  | 門前清自摸和 | ツモ                 |            |                                                                |
| 1飜  | 断么九       | タンヤオ             |            | 泣き平和形でロン上がりした場合は20符で計算される。             |
| 1飜  | 平和         | ピンフ               |            |                                                                |
| 1飜  | 一盃口       | イーペイコウ         |            | 二盃口は一盃口の2飜扱いになる。                                |
| 1飜  | 役牌         | ヤクパイ             |            |                                                                |
| 1飜  | 嶺上開花     | カイホウ             |            |                                                                |
| 1飜  | 海底摸月     | ハイテイツモ         |            |                                                                |
| 1飜  | 河底撈魚     | ハイテイフリコミ     |            |                                                                |
| 1飜  | ドラ         | ドラ・ウラドラ       |            |                                                                |
| 2飜  | 三色同順     | サンショク           | ●          |                                                                |
| 2飜  | 一気通貫     | イッツウ             | ●          |                                                                |
| 2飜  | 混全帯么九   | チャンタ             | ●          |                                                                |
| 2飜  | 七対子       | チートイ             |            | 点数計算は100符の0翻で行われる。                               |
| 2飜  | 対々和       | トイトイ             |            |                                                                |
| 2飜  | 三暗刻       | サンアンコウ         |            |                                                                |
| 2飜  | 混老頭       | ホンロオトウ         | ●          |                                                                |
| 2飜  | 三色同刻     | サンショクト゛ウポン | ●          |                                                                |
| 2飜  | 小三元       | ショウサンケ゛ン     |            |                                                                |
| 2飜  | ダブル立直   | タ゛フ゛ルリーチ     |            | 一発で上がっても一発はつかずダブル立直のみとなる。             |
| 2飜  | 立直・一発   | リーチ イッパツ      |            | 立直・一発で2飜役。ダブル立直の一発はなし。                    |
| 3飜  | 混一色       | ホンイツ             | ●          |                                                                |
| 3飜  | 純全帯么九   | シ゛ュンチャン       | ●          |                                                                |
| 3飜  | 三槓子       | サンカンツ           |            | 四槓子は対々和・三槓子で判定される。                           |
| 6飜  | 清一色       | チンイツ             | ●          |                                                                |
| 役満 | 国士無双     | コクシムソウ         |            |                                                                |
| 役満 | 四暗刻       | スウアンコウ         |            |                                                                |
| 役満 | 大三元       | タ゛イサンケ゛ン     |            |                                                                |
| 役満 | 字一色       | ツウイーソウ         |            | 七対子形だと字一色と判定されずに混老頭・混一色・七対子になる。 |
| 役満 | 四喜和       | スウシイホウ         |            |                                                                |
| 役満 | 緑一色       | リュウイーソウ       |            |                                                                |
| 役満 | 清老頭       | チンロオトウ         |            |                                                                |
| 役満 | 九蓮宝燈     | チュウレンポウトウ   |            | 萬子のみ成立。それ以外は清一色になる。                         |
| 役満 | 天和         | テンホウ             |            |                                                                |
| 役満 | 地和         | チーホウ             |            |                                                                |
| 役満 | 人和         | レンホウ             |            |                                                                |

## 成功のきっかけ
「ジャンピューター」成功の大きな要因となったのは、当時喫茶店に数多く設置されていたテーブル筐体の存在である。元々、喫茶店の客層は若年層が入ることは少なく、一般的には中高年層が客層の中心である。この「ジャンピューター」もそういった年齢層に受け入れられたのが成功の大きな要因と言えよう。しかし成功したきっかけとして、ただ受け入れられたという要因だけではない。もう一つの要因としては、「ジャンピューター」が上がり役によって変化する得点制によるゲームシステムではなく、1回の場に制限時間を設定したタイム制のゲームシステムを採用しているという点である。これにより、サラリーマンなどが時間潰しで喫茶店に行き、気軽にコーヒーでも飲みながら「ジャンピューター」で時間を潰すべく、制限時間がある限り何度もゲームが続けられるというシステムが完成しているのである。
また操作方法においても「ジャンピューター」は大きな成功を収めている。ゲーム中、それぞれの牌にはA〜Nまでのボタンが振り分けられていると共に、コントロールパネルにはリーチ、ロン等、麻雀を打つ上で必要な操作が全19個のボタンで全て振り分けられている。これはそれまでのレバーとボタンを中心としたビデオゲームの基本操作方法の概念を塗り替えた、まったく新しいアイデアである。その後、一般的に「マージャンパネル」と呼ばれる入力デバイスを初めて採用したがこの「ジャンピューター」である。このアイデアは他の麻雀ゲームだけでなく、後に数多く生み出される脱衣麻雀ゲームを支える基盤となり、現在に至るまで、姿・形を変えつつも長らく使用されている。

## ジャンピューターにまつわる混乱
本格的な麻雀ゲームとしてヒットした同作だが、販売元が三立技研という名前であるため、当時のゲームメーカーのサンリツ電気の作品と間違えて紹介されたり、タイトーがライセンスを得てリリースした「T.Tマージャン」と混同され、タイトー開発の作品として紹介されるなど、様々な間違いや混乱が生じていることが多い。

## 商標登録とコピーヤー
高い評価を得た同作であったが、ヒット作へと成長するには、もはや三立技研のような小さいメーカーでは対応しきれない状態であった。
そのため三立技研はライセンス許諾を出すことになり、これにタイトー、セガ（後のセガ・インタラクティブ）、日本物産、シグマ（後のKeyHolder）といった、当時の有力メーカーが揃って製造許諾を得ることになった。
しかし、当時のヒット作の宿命ともいえるコピーヤー問題に頭を悩ませることになってしまう。
1981年6月、コピーヤーが「ジャンピューター」ならぬ「ジャンピュータ」という名称で商標登録しているとし、オルカ、G.G.Iといったメーカーが商標使用料をオペレーターから徴収するという問題が発生。その後の調査で「ジャンピュータ」という商標については自動車用電機メーカースタンレー電気が1978年10月に商標登録していることが分かり、その商標権をオルカがスタンレー電気から業務用ゲームについてのみ、1981年5月に分割譲渡されていたことが分かった。
そして1981年6月に、そのオルカがG.G.Iに対し「ジャンピュータ」の商標権を全面譲渡。今度は逆にG.G.Iから「ジャンピュータ」の商標使用権をオルカに許諾していた。併せてG.G.Iの代理人とする者に商標使用権に係る交渉権・使用権を与えており、この者達が東京都内のゲーム場を訪ね、先の問題が発生する事件が起こっていた。ちなみにG.G.Iはシグマと共同で許諾機を作成しており、三立技研からも正規ライセンスを得ていた。
これらの問題を受け、日本アミューズメントマシン協会の意向に沿い、ライセンス許諾を得ていたタイトーはテーブル筐体向けに紹介された同社のゲームの名称にちなんで「T.Tマージャン」に、日本物産は「コンピューターマージャン」へとタイトルを変更することになり、最終的には、1981年7月に三立技研が分割された商標権を持っていたG.G.Iから商標を買い取るという形で問題を収束することとなった。
だが「ジャンピューター」は多くの無名コピーヤーにとっては、良い稼ぎ手となったため勝手な亜流作、コピー品が数多く氾濫し続けることになる。更に大阪にあったロイヤル電子というメーカーがリリースしたBETタイプの「ロイヤルマージャン」のように亜流作にもかかわらずヒット作が生まれるなど、正当な権利を持っていたはずの三立技研がそれら亜流ジャンピューターに飲み込まれてしまい、同社が業務用ゲームから撤退するという逆転現象に発展してしまった。
当時、オリジナル作品を改造・複製したものを製造・販売するというコピーヤー問題とは若干異なり、日本のビデオゲーム界で、商標権を巡り問題となった最初の案件となった。

## ジャンピューターのその後
多くのコピー作品に悩まされ続けた「ジャンピューター」だったが、その後のアーケードゲームに残した影響力は大きい。三立技研の去りし後、その版権を受け継いだアルファ電子は1985年6月、続作となる「パーフェクトジャンピューター」をリリース。この「パーフェクトジャンピューター」はマージャンパネルの代わりにレバーとボタンによる操作となり、ビジュアル面がパワーアップしただけでなく、4人同時打ちを可能としていた。また先に述べたように脱衣麻雀ゲームの成功はこの作品無しには無かったことである。開発元であったアルファ電子もまた姿を消していくことになってしまうが、1996年9月には
ダイナックスから「ジャンピューター'96」という作品も登場するなど、その名は引き継がれ、多くのプレイヤーの記憶に残っている。また、いわゆるゲーム賭博場で使用される麻雀ゲーム機を「ジャンピュー」と呼ぶのも、この機種の名残である。

## ハードウェア
基板にはがZ80 CPUが2つ載っていて、それぞれが256×256ドット×4色のビットマップ表示が行える16KBのVRAMを持っている。ジャンピューターでは、この2画面を重ね合わせて7色表示を行っている。具体的には片方が黒・白・水色・黄色でテキストと麻雀牌の図柄以外の表示、もう片方が透明・青・赤・緑で麻雀牌の図柄とスコア部分の外枠の表示を行っている。
サウンドはいわゆるPSGが搭載されているが、リーチをかけたときの「ストトトトトン」という音だけは、専用のディスクリートICで鳴らしている。コピー基板では、このチップを搭載していないものがあり、その場合はリーチ音が鳴らなくなっている。また、このチップの代わりに「T.Tマージャン」のように音声合成チップを搭載して「リーチ」「ポン」「チー」などを発声させている基板もあった。
プログラムサイズは20KBで、これはファミコンで最初期に発売された任天堂の『麻雀』より少ない。

## 『ジャンピューター』か『ジャンピュータ』か
ゲーム画面のタイトルロゴは一見すると『ジャンピュータ』だが、よく見ると『タ』の字の右に短い横棒が突き出ており、これが長音なのかははっきりしない。サービスマニュアルの表紙には、これより少し長く描かれたロゴが印刷されている。先の商標権問題で明らかになったように、登場当時のタイトルは「ジャンピューター」である。なお2019年現在、商標は『ジャンピューター』『雀ピューター』で登録されており、SNKプレイモア（2016年にSNKに社名変更）が所有している。

## 特異事項・バグ等
- コンピュータが字牌をチーして混一色で上がることがある。白・発・中だと役牌が1翻付く
- リーチ後にテンパイが崩れる暗カンができ、ノーテンに崩すこともできる
- 当たり牌をポン・チーして、捨て牌をせずに和了ボタンを押すことで、フリテンでもロン上がりができる
- コンピュータの最後の捨て牌で和了したとき、自分のツモが残っていてもハイテイが付く場合がある
- コンピュータは手をオープンするまで理牌しない。鳴くと晒した牌の位置が歯抜けで表示される
- 二人プレイだと、流れたリーチ棒が相手のプレイに引き継がれる
- ドラ表示分の牌は少なくならない
- 点数計算が、ある程度大雑把になっている
  - 門前ツモが門前ロンと同じ10符加算で計算される
  - 暗槓が明槓と同じ符で計算される
  - 七対子は2翻だが計算式は基礎点100符の0翻で表示される
  - 鳴き平和形の和了は20符で計算される。子だと1翻で700点の最低点が存在する
  - 四槓子が無く対々和・三槓子で計算される。この場合、四暗刻が成立していても対々和で判定される
  - 字一色七対子が字一色と判定されず混老頭・混一色・七対子で計算される
  - 七対子・国士無双の和了形だと第一ツモで上がっても天和・地和が付かない
  - 二盃口・一色四順は一盃口がダブルカウントされて2翻役になる
  - 一色三順・三連刻は門前に限り三暗刻で判定されるが、平和形だと平和と一盃口も複合される
  - 「リーチ・一発」が単体の2翻役になっており、ダブルリーチの一発がない
  - 役の種類が9種類以上の場合、表示される役は8つまでとなる。ただし8翻で倍満打ち切りなので上がり点が減ることはない
- プレイ中に流れるBGMは、効果音が割り込む毎にサブメロディのパートがずれていく。曲がループすると元に戻る
- プレイ中に反対側プレイヤーの操作ボタンを押していると、プレイヤー側の操作ボタンが効かなくなる
- その他、特殊な条件が重なった時に、稀にフリーズしたり暴走する場合がある
- トップスコアはゲームオーバー時の最終スコアではなく、プレイ中に到達した最高スコアが登録される

## 同時期のアーケード麻雀
ここではジャンピューターに追従して発売された、持ち時間制のアーケード麻雀を記載する。2人対戦ができるものは、仕切り板や偏光シートでお互いの手牌が見えないようになっているのは共通。
- DSテレジャン（データイースト）

縦画面。デコカセットシステム用タイトルの一つ。コンピューター対戦と2人対戦が可能。
先に発売されていた「テレジャン」をベースに、コンピュータ対戦ができるようにしたもの。
- ロンII（サンリツ電気（英語版））

縦画面。コンピュータ対戦と2人対局が可能。槓ドラ、槓裏ドラ、連荘、チョンボあり。
前作品の「ロン」もリリースされているが、殆ど市場に出回っていない。
- ジャントツ（サンリツ電気）

縦画面。ロンIIを4人打ちにしたもので卓を囲んだレイアウトで表示される。プレイヤーは1人または2人。
東南回しの半荘制で、時間が切れてもコインを入れると時間が増えて継続できる。
ゲーム中のBGMに八代亜紀の「雨の慕情」が流れる。広告ポスターにも八代亜紀が起用されていた。
- ジャントツ・スーパー（サンリツ電気）

縦画面。「ジャントツ」を改良したもので、以下の要素が追加されている。
- コンピュータのレベルを「初級」「中級」「上級」「プロ級」から選択することができる。
- 「チョイマチ」ボタンでゲーム進行を一時停止できる。
- ヤキトリマークが追加された。

- T.Tマージャン（タイトー）

横画面。前述の通り商標問題への対応としてタイトルを変更したものだが、それ以外にも以下の小改良が施されている。
- ポン、チー、カン、リーチ、ロンの声が入る。
- 役満を上がるとファンファーレが鳴る。
- リーチをかけるとタイマー速度が半分になる。またコンピュータの手がオープンになる。

- T.Tマージャン2（タイトー）

横画面。ジャンピューターのライセンス許諾製品「TTマージャン」に2人対戦を追加したもの。
カンドラが追加されている。カン裏ドラはなし。
- 対局コンピューターマージャン（日本物産）

横画面。ジャンピューターのライセンス許諾製品「コンピューターマージャン」に2人対戦を追加したもの。
2人対戦を行うために画面レイアウトが少し変わっている以外、ジャンピューターとの違いはない。
- 麻雀教室（新日本企画）

横画面。4人打ちで捨牌が4段で表示される。「ちょっと待って」ボタンを押し続けるとゲーム進行を一時停止できる（タイマーは進む）。
東風戦で東4局終了時にトップだと2クレジット、二位だと1クレジットがサービスされる。

## 移植作品
- SEGA麻雀（SC-3000・SG-1000用）

時間制ではなく東南回しの計8回を対局する以外は、ルール、点数計算、コンピュータの思考ルーチンなど、ほぼ同じ内容である。
コンピュータが字牌をチーするバグも残っており、誤動作したら本体の電源を入れ直してゲームをやり直すよう、マニュアルに記載されている。